# Lei m'insegna
Lei m'insegna  è una raccolta di racconti umoristici dell'autore italiano Luca Goldoni del 1983.
(Prefazione dell'autore)

## Racconti contenuti

### Cara Elisabetta
Partendo dalla lettera di una lettrice sedicenne, l'autore riflette su quanto possa essere illuminante cambiare la prospettiva con la quale si vedono le cose note.

### Italian spray
L'autore disquisisce sull'invadenza della pubblicità, sulla recente passione per la psicologia e la psicanalisi, sulla conflittualità alimentata ad arte in ambito lavorativo e sul comportamento cafone degli italiani in vacanza all'estero.

### Terapia di coppia
L'autore riflette sulle coppie con una notevole differenza d'età, sul fatto che all'epoca in Italia il divorzio fosse ancora relativamente poco diffuso, sulle sofferenza che provoca una storia che finisce in chi è stato mollato, sulle conseguenze del calo delle nascite e su come le giovani madri dell'epoca si comportano con i loro pargoli.

### Mal d'auto
L'autore si lamenta di come le automobili moderne sembrino tutte uguali, degli stratagemmi escogitati da autostoppisti e meccanici ai danni degli automobilisti sprovveduti e di come l'invasione delle motociclette giapponesi abbia stravolto il panorama delle due ruote.

### Va ora in onda
L'autore lamenta l'eccesso d'interruzioni pubblicitarie sulle televisioni private; parla quindi di come stia prendendo piede l'abitudine di videoregistrare i programmi televisivi e della sua prima esperienza di visione di Via col vento.

### Dall'ultimo ellepì
Una canzone di Claudio Baglioni in cui si cita la vecchiaia dà lo spunto per una riflessione su quest'età della vita e su come i testi della musica leggera siano cambiati completamente negli ultimi decenni.

### Giubbetto anti emozioni
L'autore racconta della sua ipertensione e compiange un suo amico che deve sottoporsi regolarmente a dialisi.

### Uno sguardo dal banco
L'autore si lamenta dell'invadenza della pubblicità postale, poi esprime scetticismo sulla possibilità di sostituire nell'apprendimento l'esperienza della lettura con strumenti multimediali, infine rievoca i tempi di quando, studente, si rimetteva da una malattia.

### Tempo d'estate
L'autore ironizza sulle manie degli italiani durante le vacanze estive, facendo il confronto con le sue esperienze sulla riviera adriatica, sull'isola di Ponza e sulla costa jugoslava.

### A caval donato
L'autore ironizza sulle liste di regali per gli sposi.

### Il coraggio fa novanta
Partendo da un'osservazione sulle porte blindate, l'autore fa delle considerazioni sulla mancanza di coraggio dei suoi connazionali, a partire dal fatto che pochissimi intervengono quando vedono consumare un sopruso o un atto di violenza.

### Sparare costa
L'autore scrive di come il servizio militare viene vissuto dai soldati di leva. Dà le sue impressioni sulla recente guerra delle Falkland e commisera coloro che vorrebbero vietare ai bambini di giocare alla guerra perché li renderebbe aggressivi e violenti.

### Autocitazioni e congedo
L'autore ironizza sulle continue smentite dei politici e si dice amareggiato per la corruzione imperante e il senso d'impunità dei governanti.

## Edizioni
- Luca Goldoni, Lei m'insegna, Milano, Arnoldo Mondadori, 1983,  p. 249.
- Luca Goldoni, Lei m'insegna, Milano, Club degli Editori, 1983,  p. 251.
- Luca Goldoni, Lei m'insegna, Oscar Bestsellers 34, Milano, Arnoldo Mondadori, 1985,  p. 249.